# David Rosenberg (Bankier)
David Rosenberg (* 16. April 1834; † 2. Dezember 1900 in Verviers) war ein deutsch-jüdischer Bankier, Unternehmer und gesellschaftlich engagierter Bürger in Dortmund im 19. Jahrhundert.

## Leben
David Rosenberg war vermutlich der Sohn des Kaufmanns Marcus Rosenberg, der 1874 und 1888 als Eigentümer des Hauses Westwall 8 in Dortmund nachgewiesen ist. Seine Tochter Ida Rosenberg heiratete 1887 in Verviers, wo David Rosenberg spätestens ab 1894 in der Rue du Palais 46 lebte. Er starb 1900 an Herzlähmung und wurde in Verviers beigesetzt.
Im November 1857 gründete Rosenberg gemeinsam mit einem Partner unter dem Namen Rosenberg & Sternau ein Getreide- und Produktenhandel sowie ein Bankgeschäft in Dortmund (Ostenhellweg 31, später Münsterstraße 1–3). Ab 1866 führte er das Bankhaus unter der Firma Rosenberg & Isaac allein weiter. Die Geschäftsräume wechselten später an die Ecke Ludwigstraße / Reinoldistraße, zuletzt 1894 zum Burgwall 20. Das Bankhaus wurde vermutlich 1894 liquidiert.

## Wirken
Rosenberg war 1873 Mitbegründer der Dortmunder Union-Brauerei zusammen mit Emil Paderstein, Heinrich Leonhard Brügman und dem Rittergutsbesitzer Theodor Schulze-Dellwig vom Haus Sölde. Er gehörte dem Aufsichtsrat bis 1894 als Vorsitzender und bis zu seinem Tod als Mitglied an. Zudem war er von 1879 bis 1900 Mitglied des Aufsichtsrats der Zeche Vereinigte Schürbank & Charlottenburg in Aplerbeck.
In der Dortmunder Synagogengemeinde engagierte er sich ab 1875 als Repräsentant. Er gehörte zu den Mitbegründern des Historischen Vereins für Dortmund und die Grafschaft Mark (1871) sowie des Vereins gegen Verarmung und Bettelei (1879). Von 1872 bis 1896 war er Mitglied der Industrie- und Handelskammer zu Dortmund, zwischen 1890 und 1892 zudem ehrenamtlicher Handelsrichter am Landgericht Dortmund.
1900 wurde David Rosenberg mit dem Roten Adlerorden IV. Klasse ausgezeichnet.
Gesellschaftlich trat er weniger in den typischen bürgerlichen Kreisen wie der Gesellschaft Casino auf. Er war seit 1870 Mitglied der Freimaurerloge Zur aufgehenden Morgenröthe in Frankfurt am Main, einer unter dem französischen Grand Orient gegründeten Loge, der auch Ludwig Börne und der Vater von Heinrich Heine angehörten. In Dortmund war er als besuchendes Mitglied der Loge Zur alten Linde zugelassen.